# Лэйн, Пирс
Пирс Лэйн (англ. Piers Lane; род. 8 января 1958, Лондон) — австралийский пианист.

## Биография
Сын двух пианистов, родился во время обучения своих родителей в лондонском Королевском колледже музыки. Вырос в Брисбене, окончил Квинслендскую консерваторию, ученик Нэнси Уир. Впервые привлёк к себе внимание во время первого Сиднейского международного конкурса пианистов (1977), на котором был признан лучшим австралийским исполнителем; в 2015 г., после смерти основателя конкурса Уоррена Томсона, стал его художественным руководителем.
Широко концертирует как в Австралии, так и в Европе. Осуществил целый ряд записей, по большей части для лейбла «Hyperion Records», среди которых выделяются фортепианные концерты Морица Мошковского, Игнаца Падеревского, Кристиана Синдинга, Эйвинна Альнеса, Джона Айрленда и Фредерика Делиуса в известной серии «Романтические фортепианные концерты»; концерт Делиуса Лэйн записал дважды, в первой и второй редакциях, кроме того, он аккомпанировал певице Ивонне Кенни в записи альбома песен Делиуса.
В качестве ансамблевого музыканта постоянно выступает вместе со скрипачом Тасмин Литтл, альтистом Бреттом Дином, Квартетом имени Гольднера.
Почётный доктор Университета Гриффита (в состав которого теперь входит Квинслендская консерватория).